# Palazzo Doria d'Angri
Le Palazzo Doria d'Angri est un palais historique situé à Naples, piazza Sette Settembre.

## Histoire
Financée par Marcantonio Doria, en 1755, sa construction est confiée à l'architecte Luigi Vanvitelli, qui ne put la mener à terme à cause d'un différend qui opposait la congrégation des Bianchi dello Spirito Santo à l'exécutant. Le projet est terminé par Carlo Vanvitelli d'après les dessins de son père. 
Le bâtiment joue un rôle important dans l'histoire de Naples et de l'Italie car c'est depuis le balcon de cet édifice, le 7 septembre 1860, que Giuseppe Garibaldi proclame l'annexion du royaume des Deux-Siciles (le royaume de Naples) à celui de l'Italie. En souvenir de ce jour, la place porte la date de cette journée historique. 
Le palais est sérieusement endommagé durant la Seconde Guerre mondiale.

## Description

### Extérieur
Il se présente selon un plan trapézoïdale en s'insérant entre la via Toledo et la via Monteoliveto. La façade principale est caractérisée par une porte monumentale, flanquée par deux couples de colonnes toscanes qui soutiennent le susdit balcon d'honneur. L'étage supérieur est scandé par la présence de semi-colonnes et lésènes ioniques qui encadrent trois fenêtres aux corniches de marbre. Plus haut, une lunette abrite l'emblème des Doria et au-dessus, la corniche de l'attique conserve deux sculptures en marbre sur les quatre originales. Les façades latérales ont neuf balcons par étage surmontés de tympans de diverses formes.

### Intérieur
De nombreux artistes travaillèrent à la décoration intérieure, dont certains qui avaient déjà collaboré avec Vanvitelli à la Reggia di Caserta.
Le premier étage, jadis occupé par les appartements nobile, est aujourd'hui le siège de l' Istituto Magistrale Pimentel Fonseca. La galerie elliptique, actuellement salle de conférence d'une association culturelle, recèle un précieux décor de style rococo; richement décorée de stucs et de mosaïques, la salle conserve un cycle pictural réalisé a fresco à la fin du XVIIIe siècle par Fedele Fischetti, représentant les événements historiques vécus par la famille Doria. La grande partie des collections que les Génois Doria avaient rassemblées dans le palais a été dispersée lors de ventes aux enchères.

## Illustrations

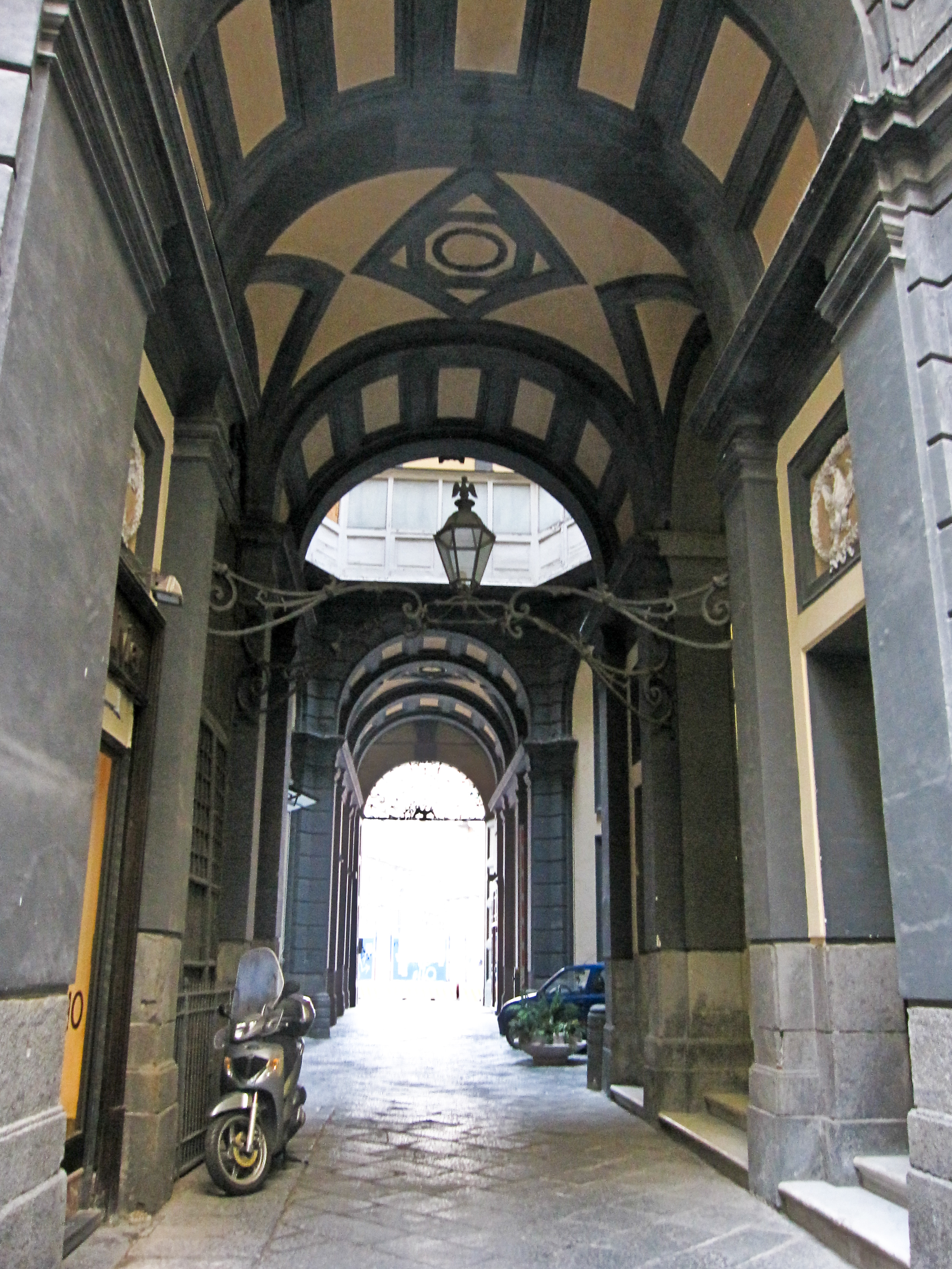
Porche de l'entrée
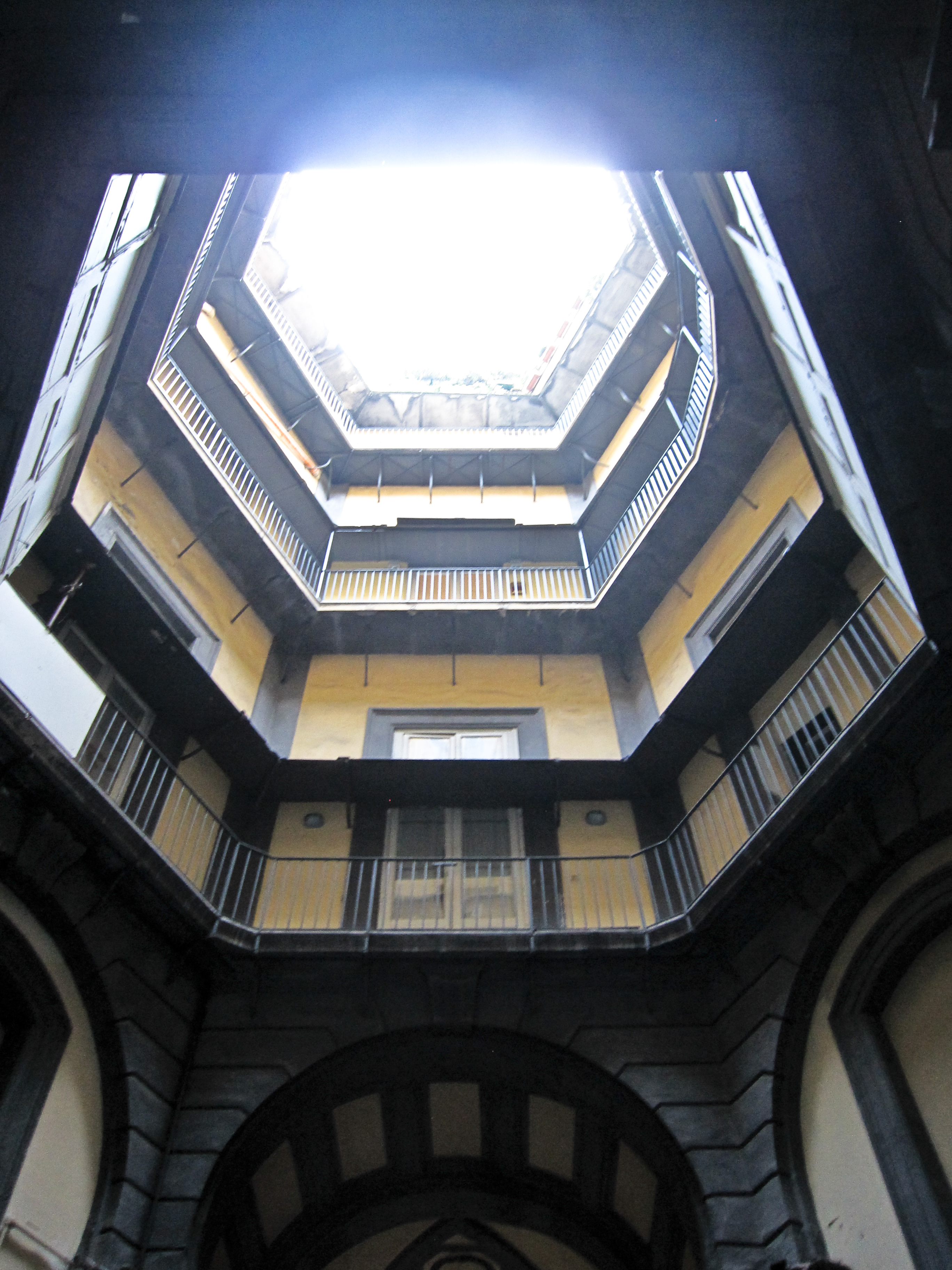
Atrium avec porte vitrée
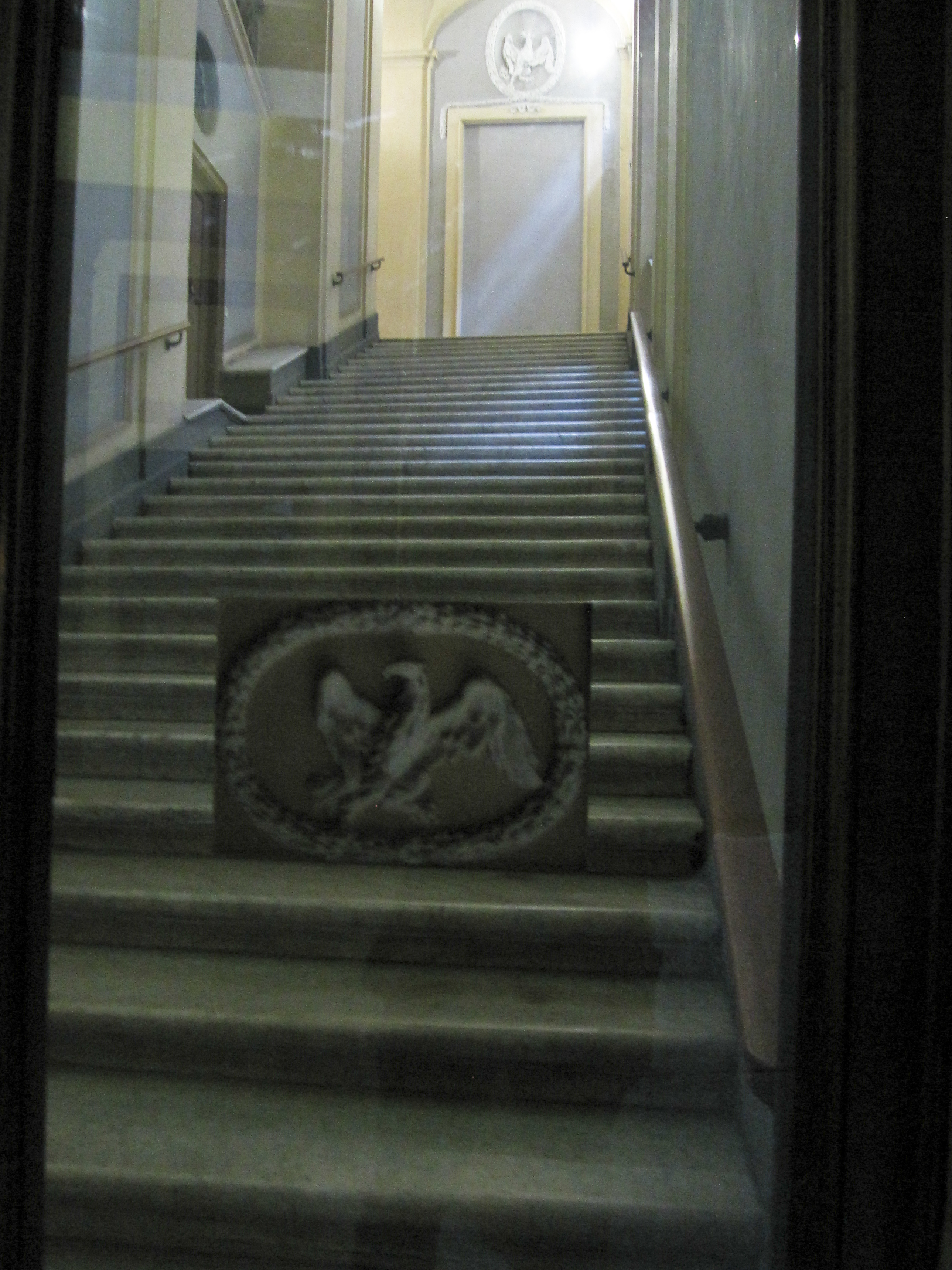
Escalier interne

## Sources
- (it) Cet article est partiellement ou en totalité issu de l’article de Wikipédia en italien intitulé « Palazzo Doria d'Angri » (voir la liste des auteurs).
- (it) Direzione Regionale per i Beni culturali e Paesaggistici della Campania